# Nhatrangia dawydoffi
Nhatrangia dawydoffi es una especie de arácnido del orden Pseudoscorpionida de la familia Ideoroncidae.

## Distribución geográfica
Se encuentra en Camboya y Vietnam.